# Conti di Zutphen
Il titolo di conte di Zutphen apparteneva storicamente al sovrano della provincia olandese di Gheldria (Zutphen era una delle principali città della provincia durante il periodo medievale).
La linea dei conti di Zutphen si estinse nel XII secolo e il titolo passò ai sovrani della Borgogna e da allora al re di Spagna fino a quando la Geldrialderland divenne una delle province che si ribellarono e formarono le Province Unite.

## Signori di Zutphen
- 920 - 998/1001: Megingaudo di Gheldria († 998/1001) ⚭ sposò Gerberga di Lorena;
- 1002-1025: Ottone I di Hammerstein († 1036), conte di Hamaland, figlio di Erberto, conte nel Kinziggau, e di Ermentrude, figlia di Megingaudo e di Gerberga ⚭ sposò Ermengarda di Verdun;
- 1025-1031: Liudolfo di Lotaringia († 1031) ⚭ sposò nel 1025 Matilde di Hammerstein, figlia del precedente;
- 1031-1033: Enrico I di Zutphen († 1118)[senza fonte], figlio del precedente;
- 1033-1042: Corrado I  († 1055), duca di Baviera (come Corrado II) dal 1049 al 1053, fratello del precedente ⚭ sposò Giuditta di Schweinfurt († 1106);
- 1042-1044: Gothelo I di Lorena, duca della Bassa Lotaringia, fratello di Ermengarda di Verdun;
- 1044-1046: Goffredo il Barbuto, duca della Bassa-Lotaringia, figlia del precedente;
- 1046-1063: Godescalco di Twente († 1063) ⚭ sposò Adelaide, sorella di Corrado I;
- 1062-1101: Ottone II il Ricco († 1113), figlio del primo.

La casata di Zutphen nasce nel 1018 quando Ottone di Hammerstein divenne il primo signore di Zutphen. Nel 1046 Enrico III, imperatore di Germania, diede Zutphen al vescovo Bernoldo di Utrecht. I signori di Zutphen non riconobbero questo dono, il che porta a una certa confusione su chi possiede effettivamente Zutphen.
- (1018-1025) Ottone di Hammerstein;
- (1025-1031) Liudolfo di Lotaringia, ricevette Zutphen quando sposò Matilde, figlia di Ottone di Hammerstein, signore di Zutphen.

Dopo la morte di Liudolfo è possibile che Zutphen fosse sempre destinato ad Adelaide di Zutphen. Alla fine, essa sarebbe andata per via matrimoniale a suo marito Godescalco.
- (1046-1063) Godescalco di Twente, signore di Zutphen grazie al suo matrimonio con Adelaide di Zutphen, figlia di Liudolfo e Matilde;
- 1063-1101: Ottone II il Ricco († 1113) signore di Zutphen dal 1063 fino al 1101, anno in cui venne elevato a conte di Zutphen.

## Conti di Zutphen
- 1101-1113: Ottone II il Ricco († 1113) conte di Zutphen nel 1101 ⚭ sposò Giuditta di Arnstein;
- 1113-1127: Enrico II il Vecchio († 1127), figlio del primo;
- 1127-1138: Ermengarda († 1138), sorella della prima ⚭

1. Gerardo II († 1131), conte di Gheldria e di Wassenberg;
2. Corrado II († 1136), conte del Lussemburgo.

- 1138-1182: Enrico III († 1182), conte di Gheldria e di Zutphen.